# Nikita Kozhemyaka
Nikita Kozhemyaka (tiếng Nga: Никита Кожемяка), hay Kirilla Kozhemyaka (tiếng Nga: Кирилла Кожемяка) là một nhân vật anh hùng trong kho tàng sử thi các dân tộc Đông Slav.

## Ảnh hưởng trong văn hóa

### Phim ảnh
- Nikita Kozhemyaka (phim hoạt hình, 1987)

## Văn học
- Warner, Elizabeth (2002). Russian myths, illustrated. Legendary past. British Museum. tr. 80. ISBN 0714127434, 9780714127439 Kiểm tra giá trị |isbn=: ký tự không hợp lệ (trợ giúp).
- Haney, Jack V. (1999). Russian Wondertales: Tales of heroes and villains. M.E. Sharpe. tr. 135. ISBN 1563244896, 9781563244896 Kiểm tra giá trị |isbn=: ký tự không hợp lệ (trợ giúp).
- A poem "Mykyta Kozhem'jaka" by Oleksandr Oles' (in Ukrainian) Lưu trữ ngày 15 tháng 2 năm 2017 tại Wayback Machine